# Comuna Sokolovac, Koprivnica-Križevci
Sokolovac este o comună în cantonul Koprivnica-Križevci, Croația, având o populație de 3.417 locuitori (2011).

## Demografie
Componența etnică a comunei Sokolovac
     Croați (85,37%)
     Sârbi (12,88%)
     Necunoscut (0,82%)
     Neclasificat (0,76%)
Componența confesională a comunei Sokolovac
     Catolici (79,05%)
     Ortodocși (16,18%)
     Fără religie și atei (2,02%)
     Necunoscută (1,84%)
     Alte religii (0,91%)
Conform recensământului din 2011, comuna Sokolovac avea 3.417 locuitori. Din punct de vedere etnic, majoritatea locuitorilor (85,37%) erau croați, cu o minoritate de sârbi (12,88%). Apartenența etnică nu este cunoscută în cazul a 0,82% din locuitori. Din punct de vedere confesional, majoritatea locuitorilor (79,05%) erau catolici, existând și minorități de ortodocși (16,18%) și persoane fără religie și atei (2,02%). Pentru 1,84% din locuitori nu este cunoscută apartenența confesională.